# Leif Andreas Larsen

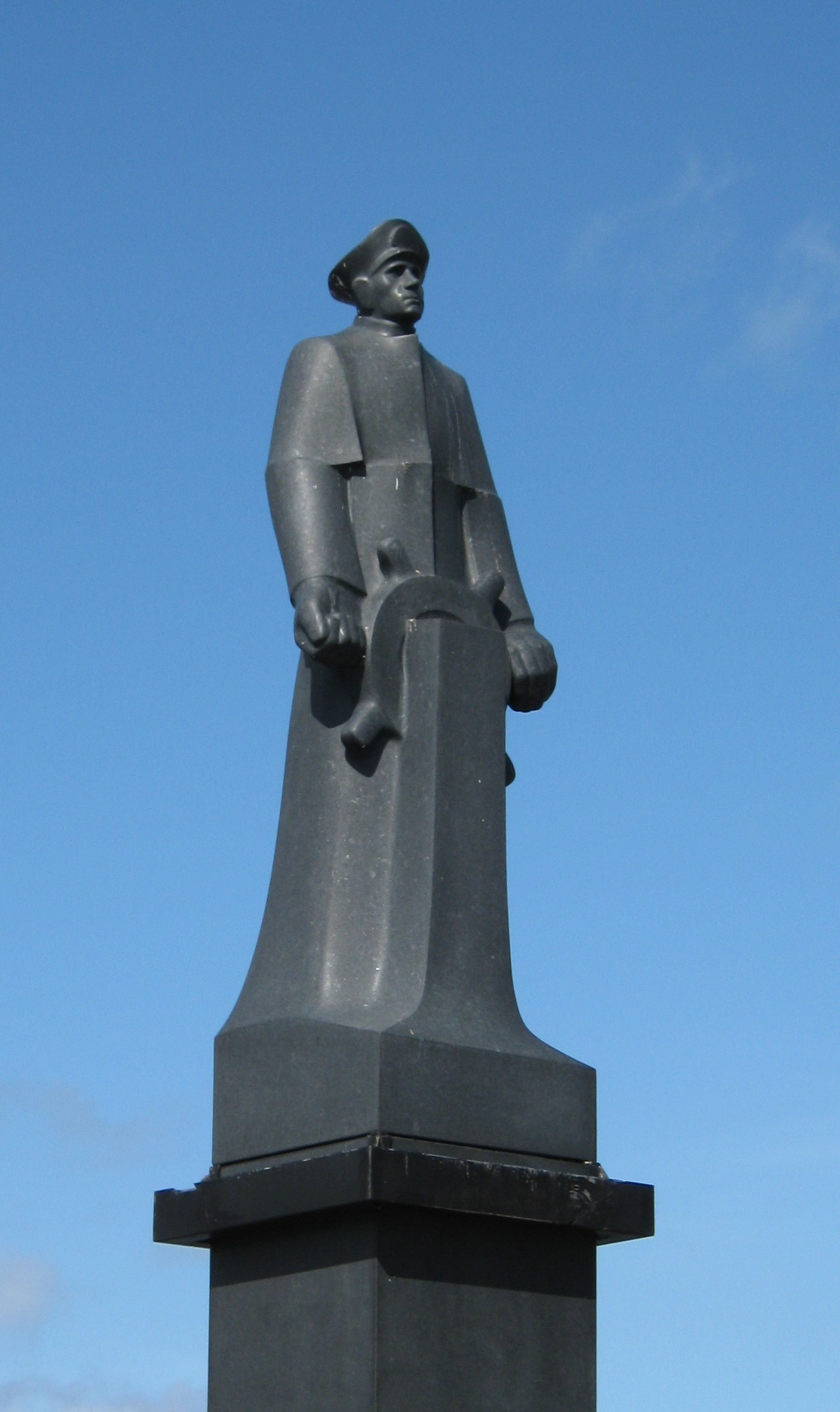
Pomnik «Szetlandzkiego Larsena» w Bergen

Leif Andreas Larsen, znany jako «Szetlandzki Larsen» (ur. 9 stycznia 1906 w Bergen, zm. 12 października 1990 tamże) – norweski marynarz, wsławił się swoją działalnością w tzw. Grupie Szetlandzkiej w czasie II wojny światowej.

## Życiorys
Urodził się w Bergen. Uczestniczył w Szwedzkim Korpusie Ochotniczym w obronie Finlandii przed agresją Armii Czerwonej. Po zakończeniu walk w 1940 roku powrócił do okupowanej przez Niemcy Norwegii. W 1941 wyjechał do Wielkiej Brytanii, gdzie wstąpił do marynarki. Przybył na Szetlandy w sierpniu 1941 roku. Służył w norweskim oddziale pod brytyjskim dowództwem, tzw. Grupie Szetlandzkiej (norw. Shetlandsgjengen), której zadaniem było przewożenie na rybackich kutrach wywiadowców, broni i amunicji przez Morze Północne do okupowanej Norwegii. Kursujące jednostki były popularnie nazywane „autobusami szetlandzkimi”. Ze 198 wypraw, sam Larsen poprowadził 52, wykazując się wielką odwagą i poświęceniem.
Miał trzy córki. Zmarł w wieku 84 lat z powodu udaru mózgu. 

## Odznaczenia
- Krzyż Wojenny – dwukrotnie
- Medal Świętego Olafa z gałązką dębową
- Medal Obrony 1940–1945
- Distinguished Service Order (Wielka Brytania)
- Distinguished Service Cross (Wielka Brytania)
- Distinguished Service Medal (Wielka Brytania)
- Medal Dzielności Znamienitej (Wielka Brytania)
- Medal Wolności (Stany Zjednoczone)

## Upamiętnienie
- W 1954 powstał norwesko-brytyjski film Shetlandsgjengen (inny tytuł: Suicide Mission) w reżyserii Michaela Forlonga, według powieści Davida Howartha Szetlandzki autobus i Frithjofa Saelena Larsen z Wysp Szetlandzkich. Leif Andreas Larsen zagrał w nim samego siebie[1]. Na premierę 11 października 1954 do kina Klingenberg w Oslo przybyła rodzina królewska na czele z królem Haakonem VII[2].
- W 1995 został postawiony pomnik Leifa A. Larsena w Bergen, autorstwa Knuta Steena. Odsłonięcia dokonał książę Haakon.
- Jego imieniem jest nazwana ulica w Bergen, w dzielnicy Fyllingsdalen (Shetlands-Larsens vei).